# Supranaturalisme
 Der er for få eller ingen kildehenvisninger i denne artikel, hvilket er et problem. Du kan hjælpe ved at angive troværdige kilder til de påstande, som fremføres i artiklen.

Med supranaturalisme kan man betegne en opfattelse der antager et værensområde eller værensprincip der ikke restløst går op i naturen. Inden for filosofien kan denne opfattelse modstilles naturalismen, og inden for teologien kan den modstilles forskellige former for rationalisme.
Man har betegnet forskellige former for formidling mellem supranaturalisme og rationalisme for rationalistisk supranaturalisme eller supranaturalistisk rationalisme.
I teologien betegner supranaturalisme sædvanligvis en anskuelse som understreger Guds indgriben i naturen ved åbenbaring og undere. Opfattelsen er i princippet en dualisme, idet en instans udefra eller uden for denne verden kan gribe ind heri. 
Om de mange blandinger af disse teologiske holdninger fra oplysningstiden skriver Knud Banning:
Oplysningsbevægelsen satte sine første spor hos danske teologer i tiden omkring 1750, og den prægede de fleste teologiske studenter indtil ca. 1820. Undertiden er denne periode betegnet som "rationalismens tidsalder", og dens præster er kaldt "rationalister". Disse benævnelser er dog lidet heldige, thi flere strømninger mødes og brydes i disse år, og i kirkehistorien er det almindeligt at skelne for eksempel mellem den ældre og den yngre supranationalisme, neologi og rationalisme, alt efter de forskellige teologers vurdering af forholdet mellem fornuft og åbenbaring.